# Adams & Westlake

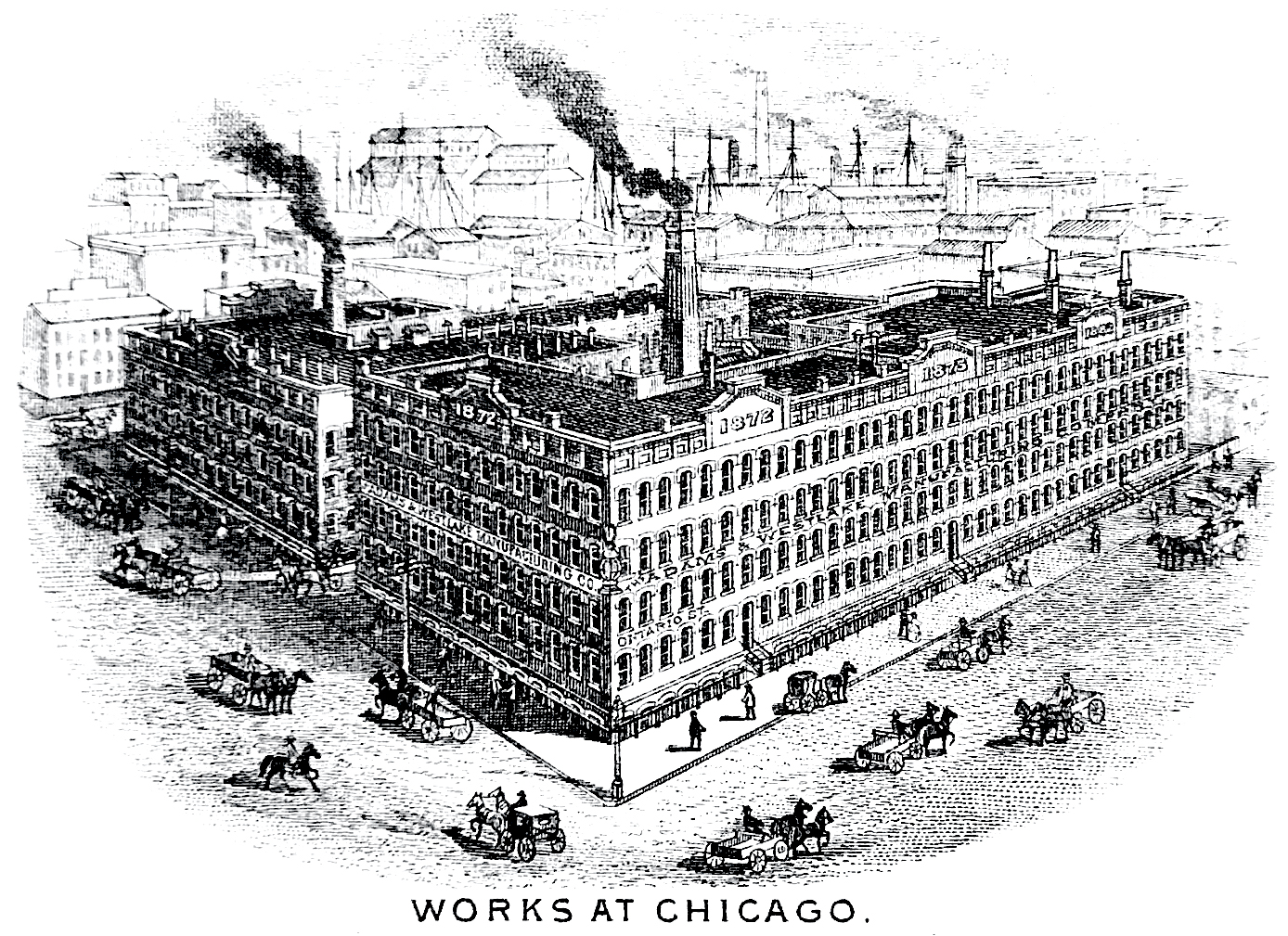
Werksgebäude von Adams & Westlake in Chicago, um 1915

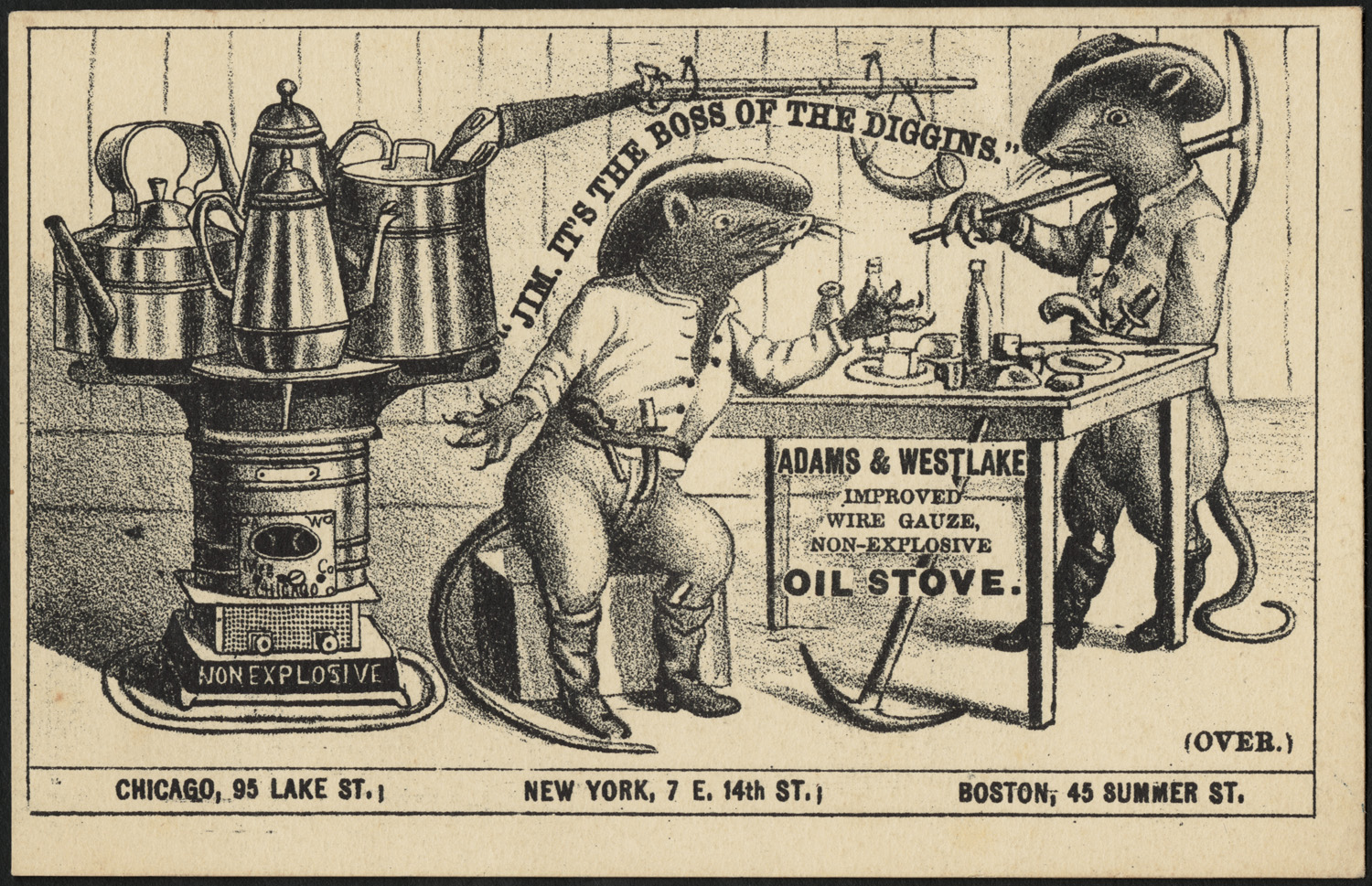
„Jim, das ist der Chef der Diggins.“ Adams & Westlake, nicht-explosionsfähige Ölofen mit verbessertem Drahtgeflecht.

Adams & Westlake Company, kurz Adlake, stellt Eisenwaren wie Lampen, Laternen, Leuchten, Schlüssel, Schärpen, Gepäckablagen, Toiletten und vieles andere für Eisenbahn und Bergbau her.
John McGregor Adams und William Westlake gründeten 1874 das unter ihren Nachnamen bekannt gewordene Unternehmen, obwohl die Firmengeschichte nach eigenen Angaben bis 1857 zurückgeht.
John McGregor Adams (* 1834 in Londonderry, New Hampshire) begann seine Arbeit im Bereich Eisenbahnzubehör bei Clark & Jesup in New York City. Um 1858 wurde er nach Chicago versetzt, um dort das neue Verkaufsbüro des Unternehmens zu leiten. Zusammen mit seinem Kollegen John Crerar gründete er Crerar, Adams & Company.
William Westlake (* 23. Juli 1831 in Cornwall) kam im Alter von 16 Jahren in die Vereinigten Staaten und arbeitete in verschiedenen Jobs im Mittleren Westen. Er erfand 1862 die tragbare Kugellaterne, die bei Eisenbahnen eingesetzt wurde, und konstruierte auch andere Lampen für Eisenbahn und Bergbau.

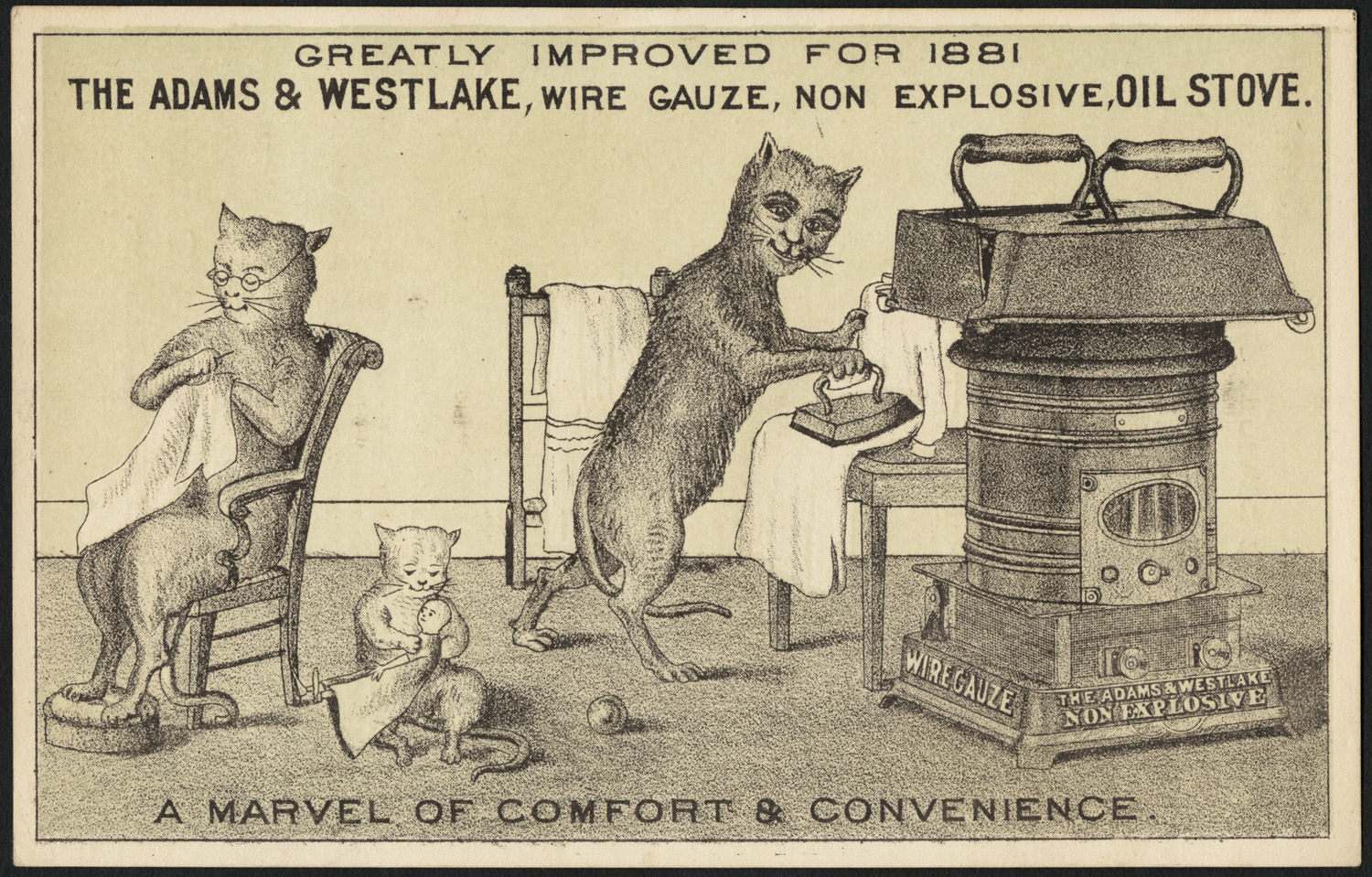
Aufwendig verbessert seit 1881: Der explosionssichere Adams & Westlake Drahtgeflecht-Ölofen.

Im August 1888 waren erst kaum mehr als ein Dutzend der 600 Angestellten von Adams & Westlake weiblich. Um 1890 beschäftigte das Unternehmen 900 bis 1000 Mitarbeiter auf einer Gesamtfläche von 23.226 m² (250.000 Quadratfuß). Um 1927 waren nach dem Überschreiten des Höhepunkts noch 900 Angestellte in Chicago beschäftigt, bevor die Hauptgeschäftsstelle 1927 nach Elkhart, Indiana verlegt wurde. Dort vertreibt sie bis heute ausschließlich in Amerika hergestellte Produkte für das Transportwesen, wie Lampen, Laternen, Schlösser, Verriegelungen, Vorhänge, Türscharniere und Griffe.